# Городницька територіальна громада
Городницька селищна територіальна громада — територіальна громада в Україні, у Звягельському районі Житомирської області. Адміністративний центр — селище Городниця.

## Територія та населення
Площа території громади — 479,9 км², кількість населення — 8214 осіб.
Станом на 2018 рік, площа території становила 478,09 км², кількість населення — 8 352 особи, з них: міське — 5 302 особи, сільське — 3 050 осіб.

## Населені пункти
До складу громади входять селище Городниця та 12 сіл: Анастасівка, Броницька Гута, Брониця, Дубники, Кленова, Липине, Лучиця, Мала Анастасівка, Перелісок, Перелісянка, Прихід та Червона Воля.

## Історія
Громада утворена 5 серпня 2016 року шляхом об'єднання Городницької селищної ради та Кленівської, Лучицької, Червоновільської сільських рад Новоград-Волинського району Житомирської області.
30 серпня 2018 року до громади приєдналася Броницькогутянська сільська рада Новоград-Волинського району.
Склад громади затверджено розпорядженням Кабінету Міністрів України № 711-р від 12 червня 2020 року «Про визначення адміністративних центрів та затвердження територій територіальних громад Житомирської області».
Відповідно до постанови Верховної Ради України № 807-IX від 17 липня 2020 року «Про утворення та ліквідацію районів», громада увійшла до складу новоствореного Новоград-Волинського (згодом — Звягельський) району Житомирської області.

## Старостинські округи
Броницькогутянський, Кленівський, Лучицький, Червоновільський.